# 苦味剂

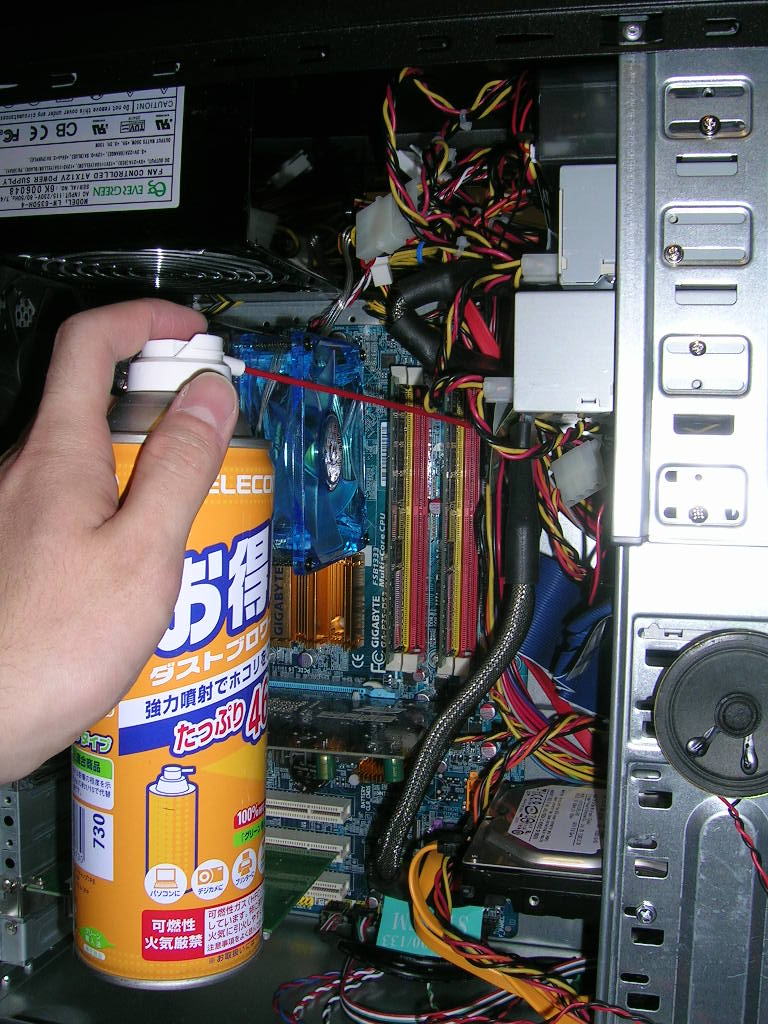
除尘喷枪中通常会添加苦味剂

苦味剂（bitterant 或 bittering agent）是一种添加于产品中，使其味道或气味带有苦味的化学制剂，是一种为防止人们吸入或摄入有毒有害物质（如甲醇、工业酒精和乙二醇等）而广泛使用的厌恶剂。在添加于塑胶制品中时，能有效抑制误食和啃咬，是非常有效的儿童、动物（啮齿类和鸟类）阻食剂。

## 用途
- 在酒精中加入苦味剂以使其变性。
- 在防冻剂中加入苦味剂，防止儿童或宠物因其中毒。[1]
- 压缩空气除尘喷枪（Gas duster）通常使用苦味剂来防止吸入滥用，虽然这样也会让一般的使用者忍受不必要的味道——苦味剂不但在空气中留下难闻的气味，也会在被清理对象上留下苦味，比如屏幕或键盘，并之后转移到使用者手上和嘴里。
- 电子产品（如耳机线、記憶卡、遊戲卡匣等）、儿童玩具等产品在表面或原料中添加苦味剂，防止误食。
- 可添加于电线外壳中，防止鼠类和鸟类啃食破坏。
- 用于治疗吮吸拇指和咬指甲病症、磨牙症, 外用及口服药品的苦味剂。[2]
- 用作各種族人群的遺傳學分析用途，例如苯硫脲（PTC）、丙基硫尿嘧啶（PROP）。

## 品种
- 苯甲地那铵（Denatonium benzoate，BITTER+PLUS）又称苦精，作为厌恶剂应用广泛[3]，是目前已知最苦的化合物。
- 蔗糖八乙酸酯（Sucrose octaacetate）经美国环保署认证的一种完全无害的农药添加剂。[4] 用作酒精变性剂、食品药品的苦味添加剂（如用于啤酒、药酒、咖啡及其制品和风味食品）；用作食品包装用的胶粘剂、纸张浸渍剂、纤维素酯和合成树脂的增塑剂和添加剂等。
- 槲皮素（Quercetin）
- 马钱子碱（Brucine）有剧毒，被用在老鼠药中。
- 苦木素（Quassin）

## 参看
- 混淆品，以欺诈为目的向食物中恶意添加的物质，例如三聚氰胺之类合法原料的替代物。
- 变性（食品），因多种不同原因，在食品中故意添加不好的味道或有毒物质来防止摄入。
- 臭味劑，又稱「警示劑」，在瓦斯等無色無味的氣體中加入乙硫醇或其他臭味化學物質，洩漏時使人聞到而可即時處理、避免發生燃燒或爆炸等事故。